# Pelikanowce
Pelikanowce (Pelecani) – podrząd ptaków z rzędu pelikanowych (Pelecaniformes).

## Systematyka
Do Pelecani należą następujące rodziny:
- Pelecanidae – pelikany
- Scopidae – warugi
- Balaenicipitidae – trzewikodzioby